# Hruzke, Trosteaneț
Hruzke (în ucraineană Грузьке) este un sat în comuna Bilka din raionul Trosteaneț, regiunea Sumî, Ucraina.

## Demografie
Componența lingvistică a localității Hruzke
     Ucraineană (94,74%)
     Rusă (3,51%)
     Alte limbi (1,76%)
Conform recensământului din 2001, majoritatea populației localității Hruzke era vorbitoare de ucraineană (94,74%), existând în minoritate și vorbitori de rusă (3,51%).